# Léon Rey
Pour les articles homonymes, voir Rey.
Léon Rey, né à Faremoutiers (Seine-et-Marne) le 27 août 1887 et mort à Paris le 3 novembre 1954 , est un archéologue français.

## Biographie
Après des études de droit, il entre à l'École des chartes. Mobilisé dans l'infanterie lors de la Première Guerre mondiale, il participe à la bataille de Verdun et, en 1916, demande à être affecté à l'armée d'Orient. On lui propose alors de faire partie des travaux du Service archéologique. À Salonique, il rencontre François Thureau-Dangin et continue les recherches de Gustave Mendel sur les habitats primitifs de la région de Salonique et les nécropoles gréco-macédoniennes. 
Il établit alors un inventaire descriptif, géographique et topographique des sites, ce qui constitue la première exploitation minutieuse de la région. 
Après la guerre, il visite le mont Athos et l'Albanie puis installe un chantier près du monastère de Pojani à Apollonia d'Illyrie (1923-1924). 
Fondateur de Albania, revue d'archéologie, d'histoire, d'art et des sciences appliquées en Albanie et dans les Balkans (1925), il y publie jusqu'en 1939 les résultats de ses travaux. Il fonde et organise aussi le musée de Valona (1937) mais l'invasion italienne de l'Albanie détruit le musée. 
En 1945, il essaie de retourner sur le site mais se voit refuser le séjour. Par dépit, il abandonne alors l'archéologie et ne se consacre plus qu'aux archives et à la ville de Versailles.
Il meurt le 3 novembre 1954 à Paris et est enterré au cimetière du Père-Lachaise (18e division).

## Travaux
- « Les observations sur les premiers habitats de la Macédoine », Bulletin de correspondance hellénique, t. 41 et 43, 1921
- Classification des céramiques antiques : Céramique de la région macédonienne, 1923
- Guide de l'Albanie, avec une carte des voies d'accès, une carte routière et les plans de Scutari, Tirana et Kortcha, 1930
- Le Petit Trianon et le hameau de Marie-Antoinette, 1936
- Deux botanistes français aux États-Unis – Les missions des Michaux, père et fils (1785-1808), 1954. Livre non publié dont les épreuves subsistent dans les manuscrits du Museum national d’histoire naturelle.